# Szczereż
Szczereż (niem. Ernsdorf) – wieś w Polsce, położona w województwie małopolskim, w powiecie nowosądeckim, w gminie Łącko.
| SIMC    | Nazwa      | Rodzaj     |
| ------- | ---------- | ---------- |
| 0446546 | Dołki      | część wsi  |
| 0446635 | Kadeczka   | przysiółek |
| 0446552 | Kamieńce   | część wsi  |
| 0446569 | Kulwany    | część wsi  |
| 0446575 | Kwartał    | część wsi  |
| 0446581 | Na Kolonię | część wsi  |
| 0446598 | Pniaki     | część wsi  |
| 0446606 | Sośnie     | część wsi  |
| 1052418 | Świercze   | część wsi  |
| 0446612 | Wdżary     | część wsi  |
| 0446629 | Zawaliny   | część wsi  |

W latach 1975–1998 wieś administracyjnie należała do województwa nowosądeckiego.
Wieś duchowna, własność klasztoru klarysek w Starym Sączu, położona była w drugiej połowie XVI wieku w powiecie sądeckim województwa krakowskiego.
Szczereż, podobnie jak sąsiadujący z nim Czarny Potok, pod względem etnograficznym należy do tzw. „regioniku potockiego”, położonego na pograniczu górali białych (łąckich) i Lachów.
Do Szczereża prowadzi trasa rowerowa z Jazowska. Rozciąga się stąd panorama na leżący po północnej stronie Czarny Potok oraz pasmo gór od południa.
W centralnym miejscu wsi znajduje się kaplica pod wezwaniem św. Józefa.
Na terenie miejscowości działa piłkarski klub sportowy „Górka Szczereż”, zrzeszający okoliczną młodzież. W 2007 został oddany do użytku stadion oraz budynek szatni wraz z zapleczem sanitarno-socjalnym.